# پاتریس وریل
پاتریس وریل (انگلیسی: Patrice Vareilles؛ زادهٔ ۲۹ نوامبر ۱۹۷۸) بازیکن فوتبال اهل فرانسه است.
از باشگاه‌هایی که در آن بازی کرده‌است می‌توان به باشگاه فوتبال کن اشاره کرد.